# 瓜达
瓜達（葡萄牙語：Guarda）是葡萄牙瓜達區的城市与市镇，也是该区首府，位於該國中北部，始建於1199年，面積712.1平方公里，每年平均降雨量914毫米，2011年人口42,541，人口密度每平方公里59.74人。

## 友好城市
- 法國 瓦特勒洛

瓜達 - Guarda
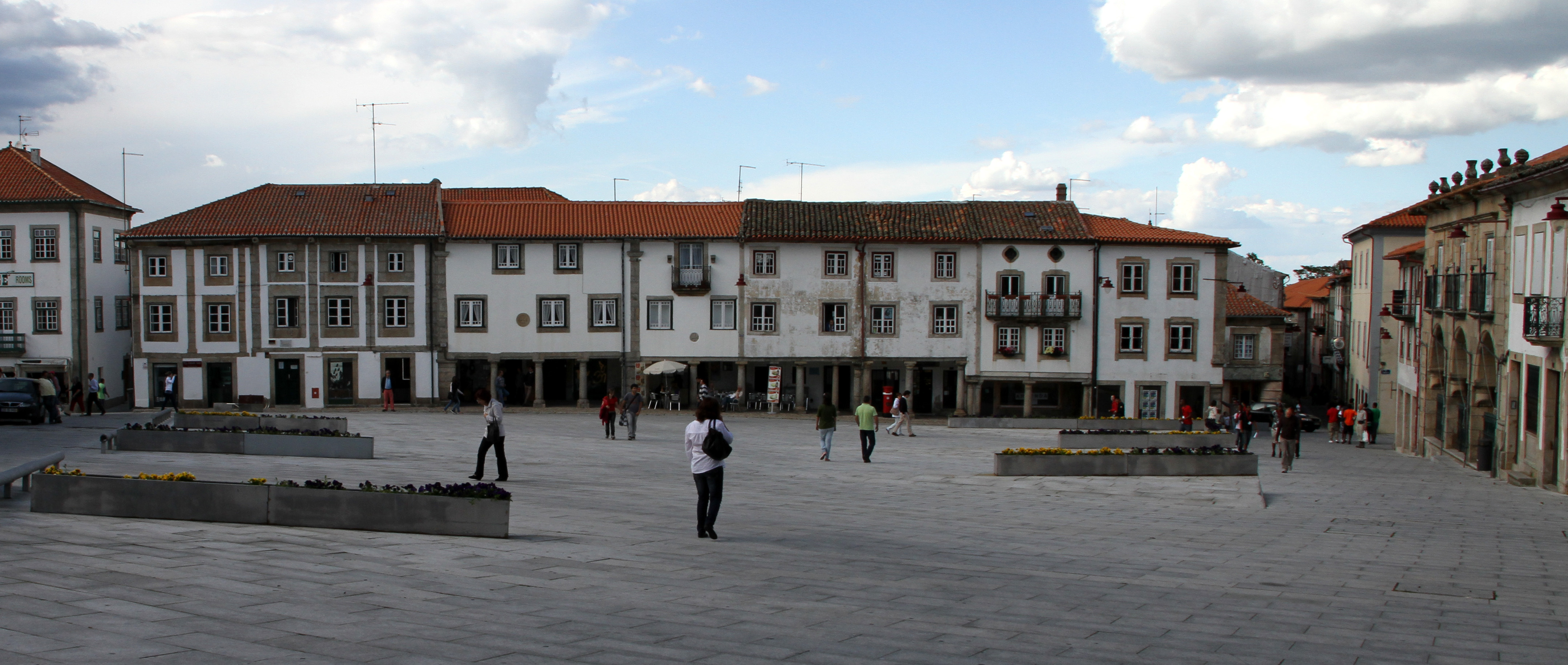
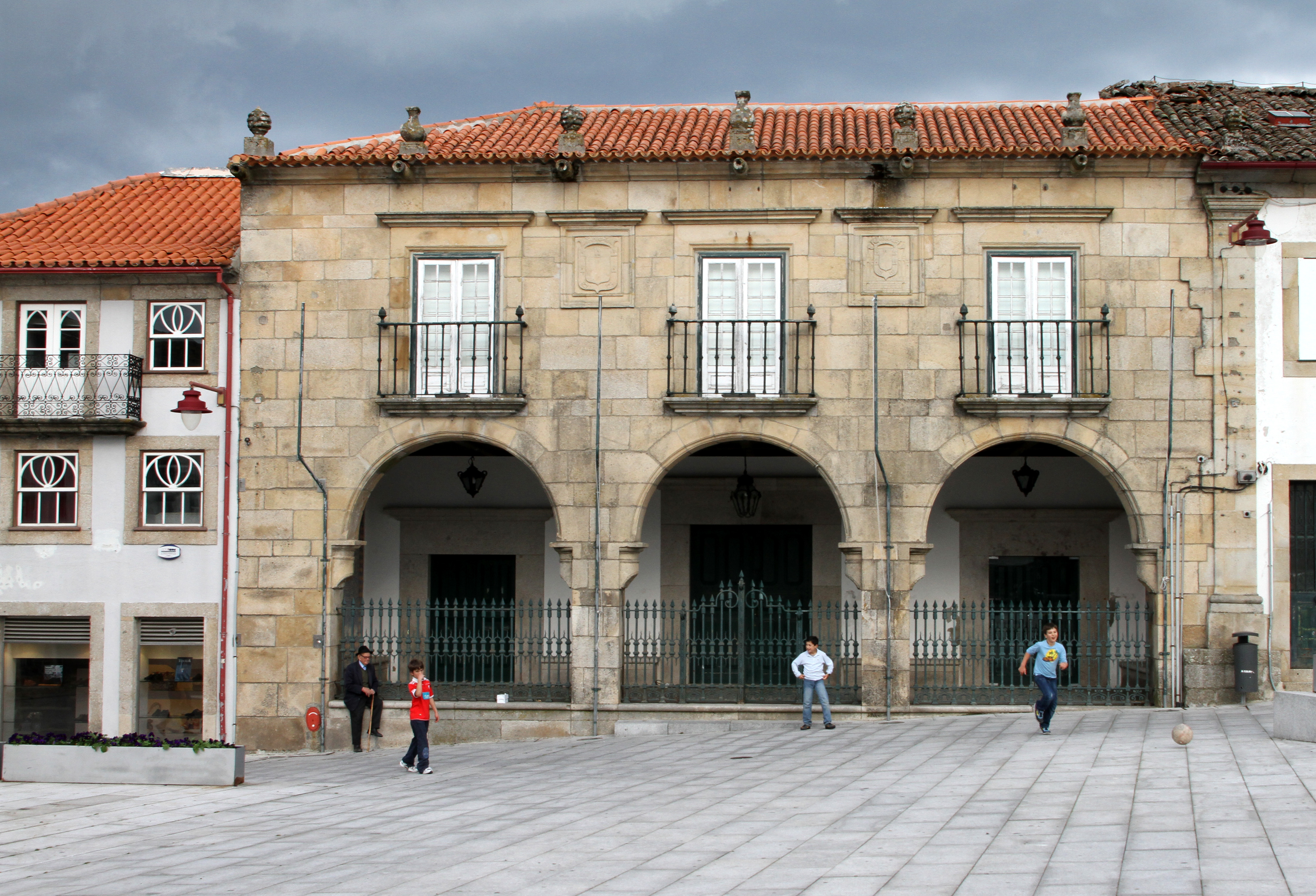
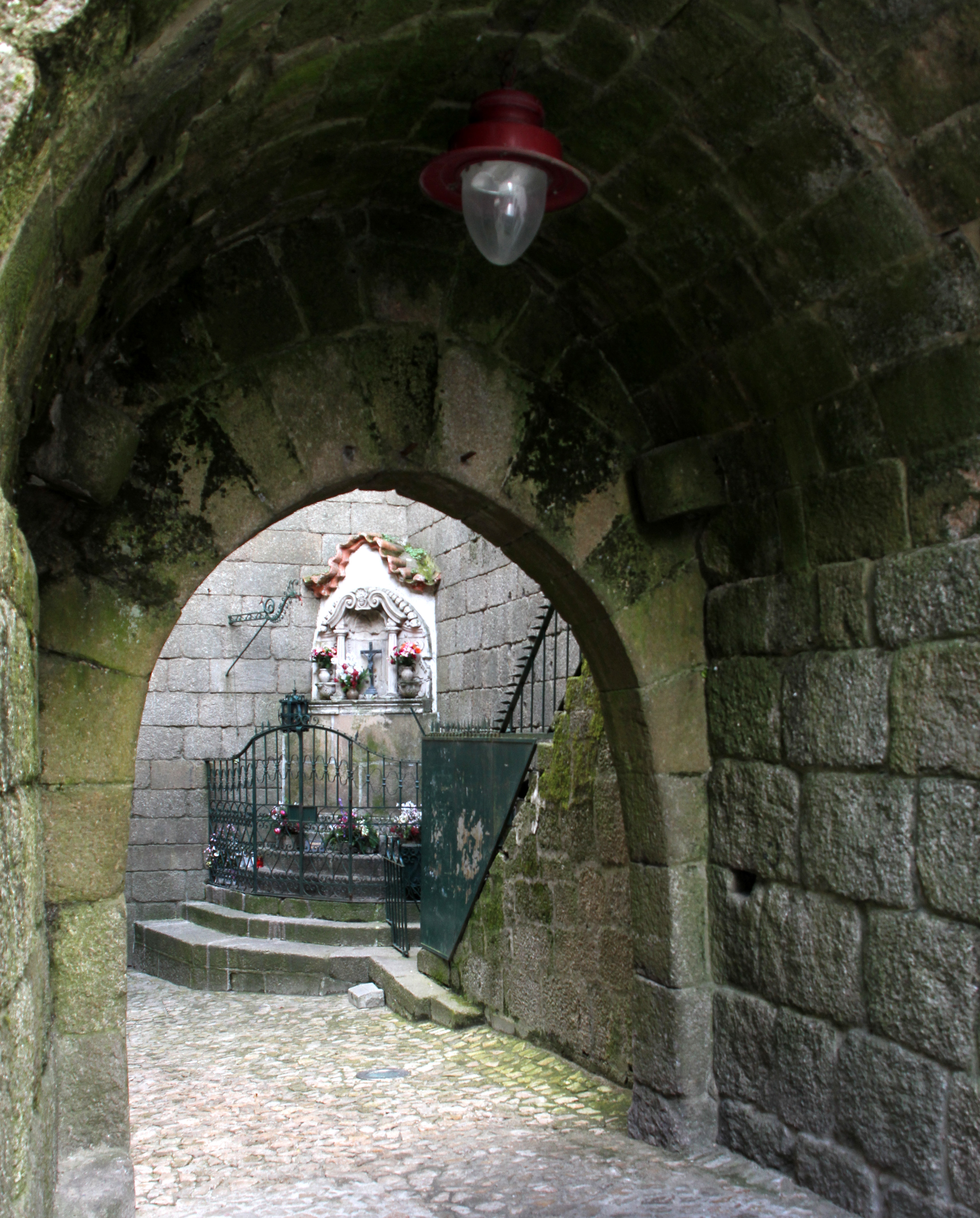
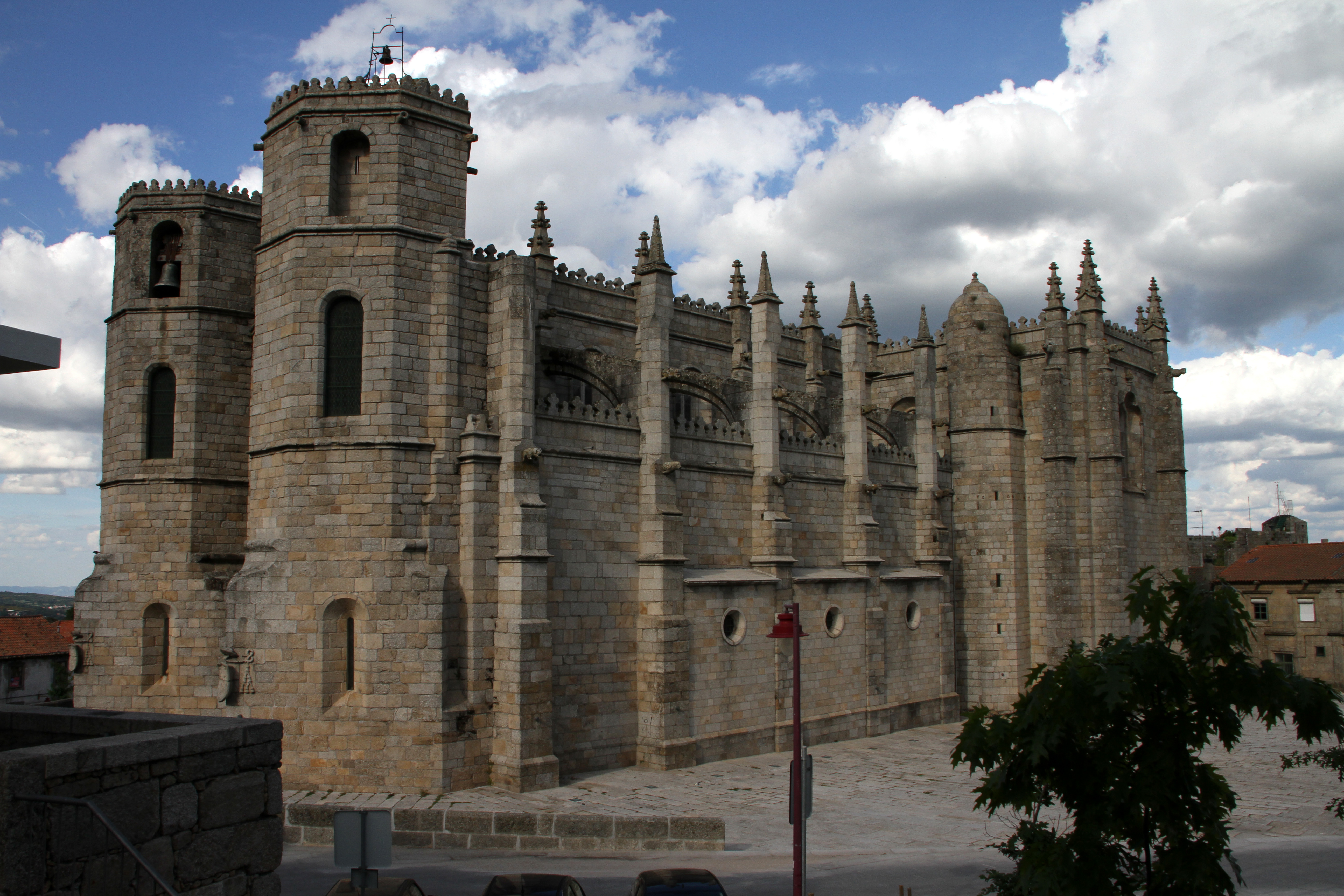
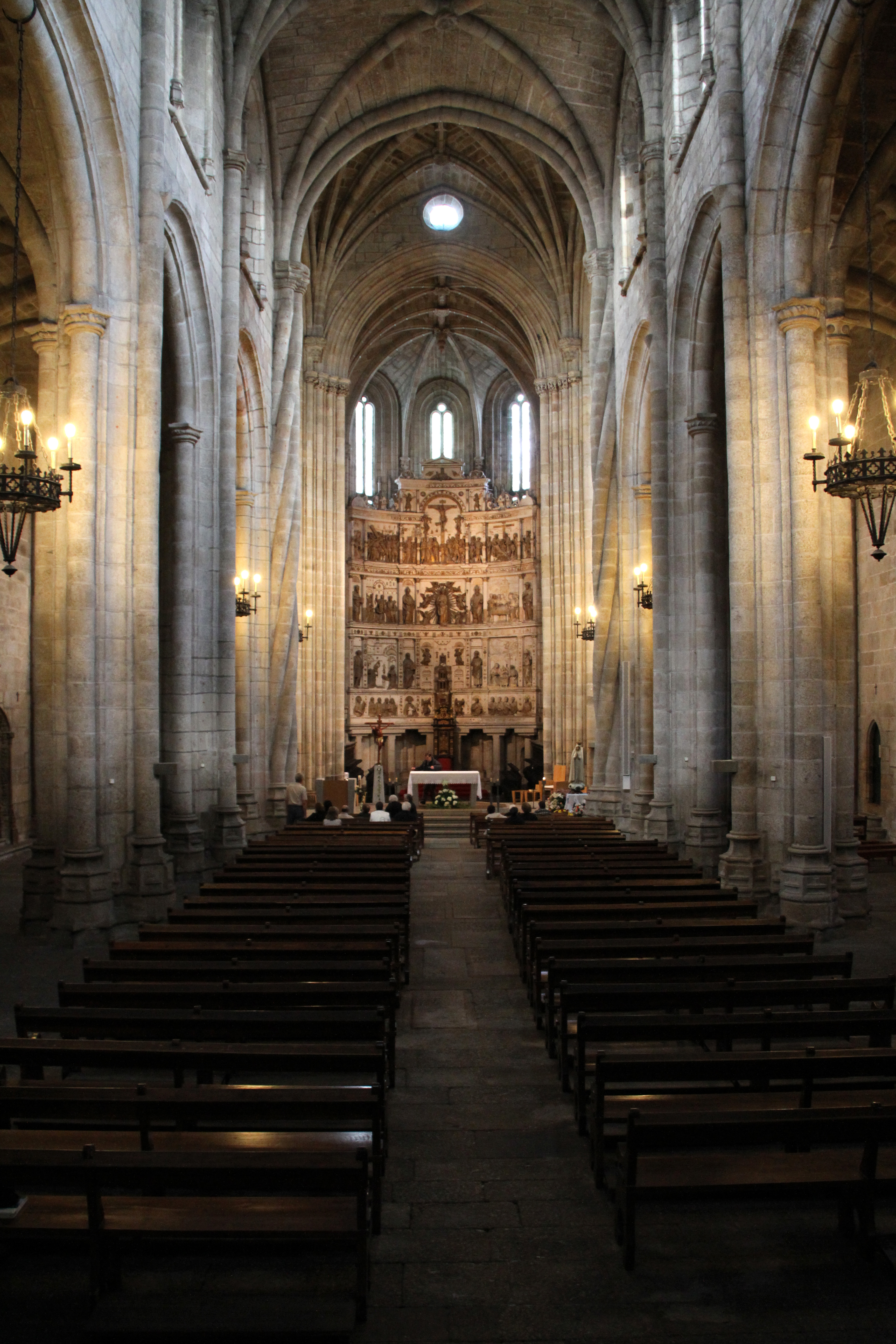
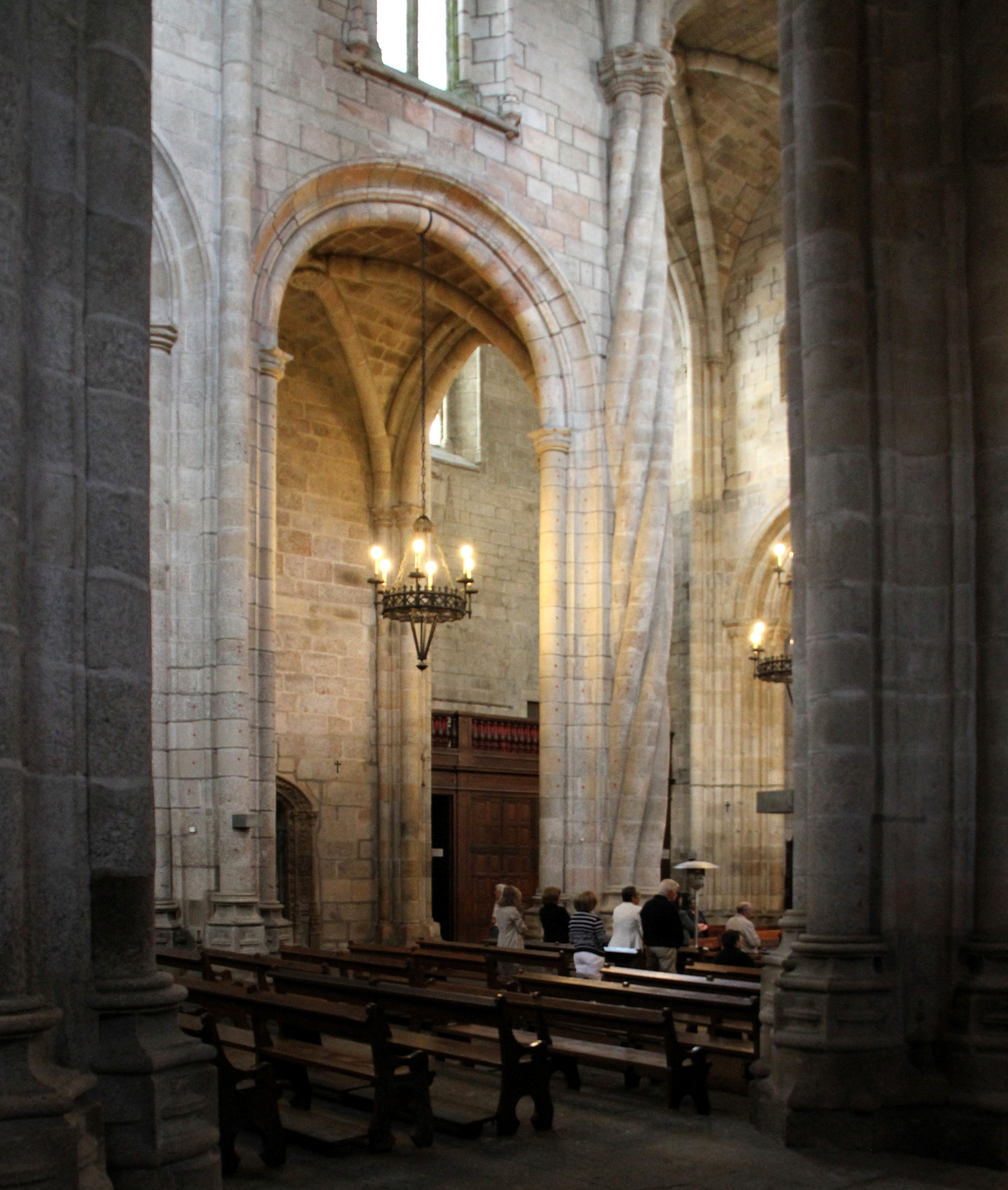
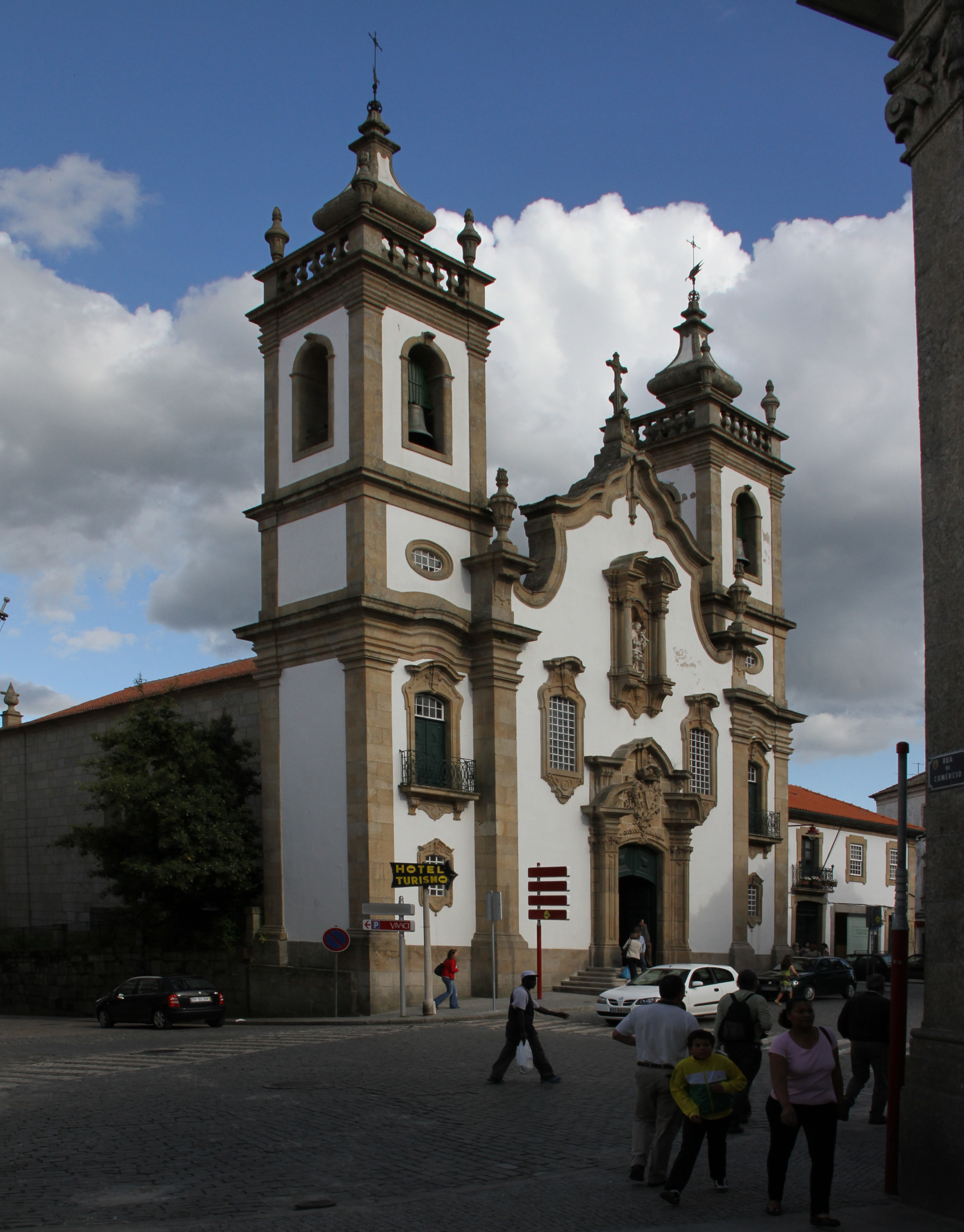
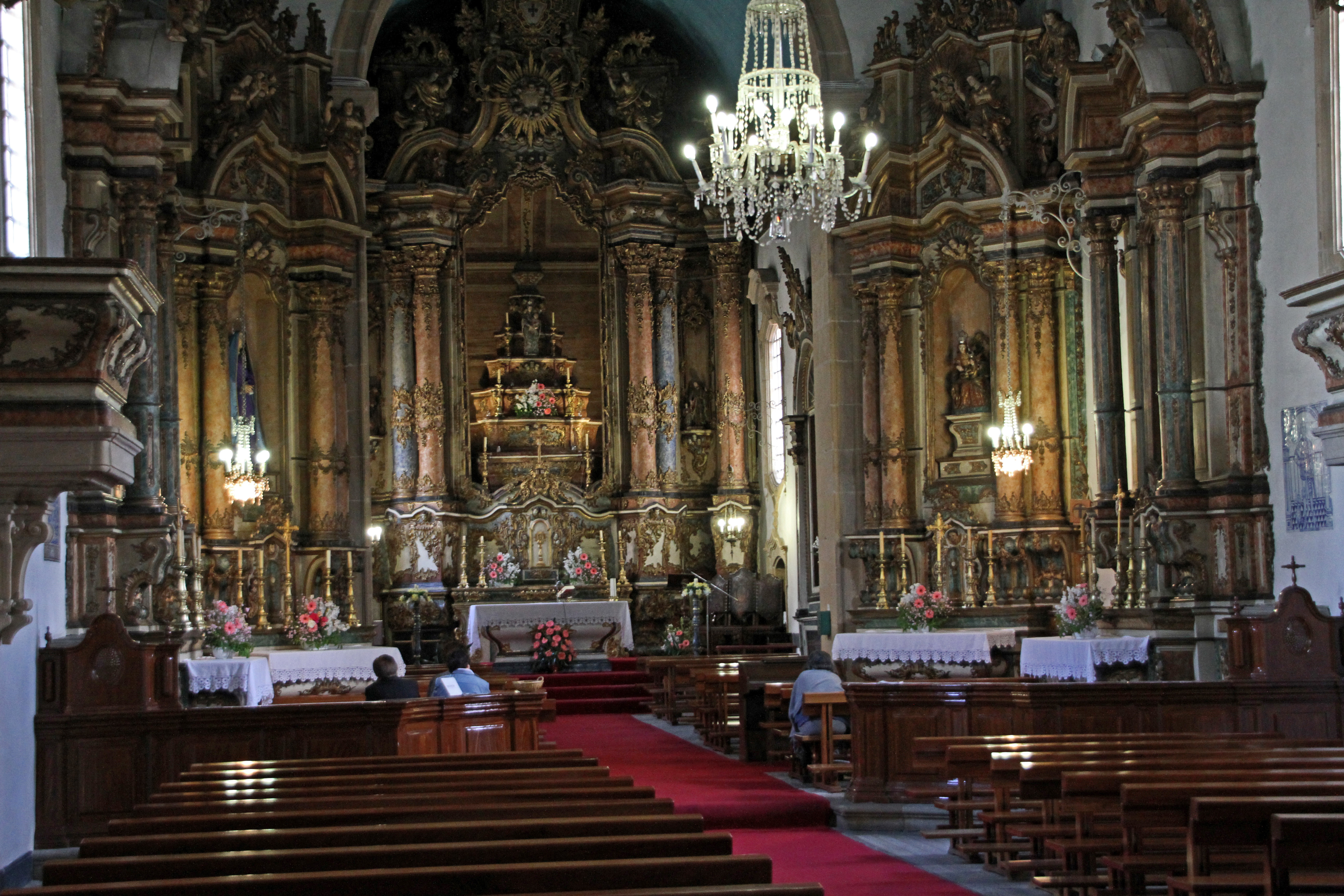